# S/2022 J 2
S/2022 J 2 este un mic satelit natural exterior al lui Jupiter descoperit de Scott S. Sheppard pe 15 octombrie 2022 folosind telescopul Magellan-Baade de 6,5 metri de la Observatorul Las Campanas, Chile. A fost anunțat de Minor Planet Center pe 22 februarie 2023, după ce observațiile au fost colectate pe un interval de timp suficient de lung pentru a confirma orbita satelitului. 
S/2022 J 2 face parte din grupul Carme, un grup strâns de sateliți neregulați retrograzi ai lui Jupiter care urmează orbite similare cu Carme la semiaxe mari între 22-24 milioane de kilometri, excentricități orbitale între 0,2 și 0,3 și înclinații între 163 și 166°. Cu un diametru de aproximativ 1 km (0,62 mi) pentru o magnitudine absolută de 17,6, este unul dintre cei mai mici sateliți cunoscuți ai lui Jupiter cu orbite confirmate. 